# Statistische Mechanik
Die statistische Mechanik war ursprünglich ein Anwendungsgebiet der Mechanik bzw. Quantenmechanik. Heutzutage wird der Begriff oft synonym zur statistischen Physik und zur statistischen Thermodynamik gebraucht und steht somit für die (theoretische und experimentelle) Analyse zahlreicher fundamentaler Eigenschaften von makroskopischen Körpern und anderen Systemen vieler Teilchen (Atome, Moleküle usw.).
U. a. liefert die statistische Mechanik eine mikroskopische Grundlegung der Thermodynamik. Sie ist daher von großer Bedeutung für die Chemie, insbesondere für die physikalische Chemie. Darüber hinaus beschreibt sie eine Vielzahl weiterer thermischer Gleichgewichts- und Nichtgleichgewichtseigenschaften, die mit Hilfe moderner Messmethoden (z. B. Streuexperimente) untersucht werden.
In der (ursprünglichen) statistischen Mechanik wird der Zustand eines physikalischen Systems nicht durch die Trajektorien, d. h. durch den zeitlichen Verlauf von Orten und Impulsen der einzelnen Teilchen bzw. deren quantenmechanischen Zuständen, charakterisiert, sondern durch die Wahrscheinlichkeit, derartige mikroskopische Zustände vorzufinden.
Die statistische Mechanik ist vor allem durch Arbeiten von James Clerk Maxwell, Ludwig Boltzmann und Josiah Willard Gibbs entstanden, wobei letzterer den Begriff prägte.

## Zentrale Begriffe
Im Folgenden sollen einige Begriffe aus der statistischen Physik erläutert werden, die insbesondere bei der Analyse von Eigenschaften des thermischen Gleichgewichts eine wichtige Rolle spielen.
Historisch von zentraler Bedeutung ist die Boltzmann’sche Entropieformel (die auch auf dem Grabstein von Ludwig Boltzmann eingraviert ist):
{\displaystyle S=k_{\mathrm {B} }\ln \Omega .}
Hier bezeichnet
- S die (statistische) Entropie eines abgeschlossenen Systems, d. h. eines mikrokanonischen Ensembles.
- {\displaystyle k_{\mathrm {B} }} die Boltzmannkonstante, wie die Entropie mit der Einheit Joule pro Kelvin
- {\displaystyle \Omega } die Zahl der Mikrozustände (z. B. Orte und Impulse aller Teilchen in einem Gas), die mit den thermodynamischen Zustandsgrößen Energie, Volumen und Teilchenzahl verträglich sind (Boltzmann bezeichnete diese Größe als „Komplexionzahl“ gleich dem statistischen Gewicht, manchmal auch als W angegeben, des makroskopischen Zustands).

Es wird also berücksichtigt, dass nicht ein einzelner mikroskopischer Zustand, sondern vielmehr alle möglichen Zustände das makroskopische Verhalten eines physikalischen Systems bestimmen.
In der statistischen Physik spielen Statistische Ensembles eine entscheidende Rolle; man unterscheidet das mikrokanonische, das kanonische und das großkanonische Ensemble.
Ein klassisches und einfaches Beispiel für die Anwendung der statistischen Mechanik ist die Herleitung der Zustandsgleichungen des idealen Gases und des Van-der-Waals-Gases.
Sind Quanteneigenschaften (Ununterscheidbarkeit der Teilchen) wesentlich, z. B. bei tiefen Temperaturen, so können besondere Phänomene auftreten und von der statistischen Physik vorhergesagt werden. Z.B. gilt für Systeme mit ganzzahligem Spin (Bosonen) die Bose-Einstein-Statistik. Unterhalb einer kritischen Temperatur und bei hinreichend schwachen Wechselwirkungen zwischen den Teilchen tritt ein besonderer Effekt auf, bei dem eine Vielzahl von Teilchen den Zustand niedrigster Energie einnehmen, es gibt eine Bosekondensation. Dagegen gehorchen Systeme mit halbzahligem Spin (Fermionen) der Fermi-Dirac-Statistik. Wegen des Pauli-Prinzips werden auch Zustände höherer Energie angenommen. Es gibt eine charakteristische obere „Energiekante“, die Fermi-Energie. Sie bestimmt u. a. zahlreiche thermische Eigenschaften von Metallen und Halbleitern.
Die Konzepte der statistischen Mechanik lassen sich nicht nur auf Ort und Impuls der Teilchen, sondern auch auf andere, z. B. magnetische Eigenschaften anwenden. Hierbei ist die Modellbildung von großer Bedeutung; z. B. sei auf das ausführlich untersuchte Ising-Modell hingewiesen.